# Pierre Bernard Milius
Pierre Bernard Milius (* 4. Januar 1773 in Bordeaux, Frankreich; † 11. August 1829 in Bourbonne-les-Bains, Frankreich) war ein französischer Marineoffizier und Kolonialgouverneur.

## Biografie
Milius fuhr bereits mit 14 Jahren auf einem Handelsschiff, das seinem Vater gehörte, zur See. Von 1787 bis 1793 nahm er an mehreren Reisen nach Westindien teil. Er trat in die französische Marine über und wurde an Bord der Fregatten Andromaque und Fraternity eingesetzt. 1794 wurde er zum Anwärter erster Klasse ernannt und diente auf der Fregatte La Précieuse, die Teil der Marinestreitmacht unter dem Befehl von Admiral de Villaret-Joyeuse war.

### Verschiedene Missionen
In der Seeschlacht vom 1. Juni 1794 gegen Admiral Howe erhielt Milius den Befehl unter feindlichem Beschuss in einem Ruderboot ein Abschlepptau zu einem entmasteten Schiff zu bringen. Er erfüllte die Mission und wurde zum Fähnrich befördert. Ende 1794 schiffte er sich auf der Virginia ein und nahm an den Kämpfen dieses Schiffes gegen englische Verbände teil. Im Juni 1795 war er in der Schlacht von Groix eingesetzt und wurde danach am 21. März 1796 in den Rang eines Leutnants erhoben. Er diente anschließend auf der Revolution und dann auf der Immortality und machte auf diesen Schiffen Einsätze vor Irland mit. Bei der Eroberung der Immortality durch die Royal Navy wurde Milius gefangen genommen. Nach seiner Freilassung war er auf die Fregatte Dix-Août kommandiert.

### Die Baudin-Expedition
1800 nahm Pierre Bernard Milius an Bord der Naturaliste an der von Nicolas Baudin geleiteten Expedition nach Australien teil, wo er sich mit Jean-Baptiste Bory de Saint-Vincent anfreundete.

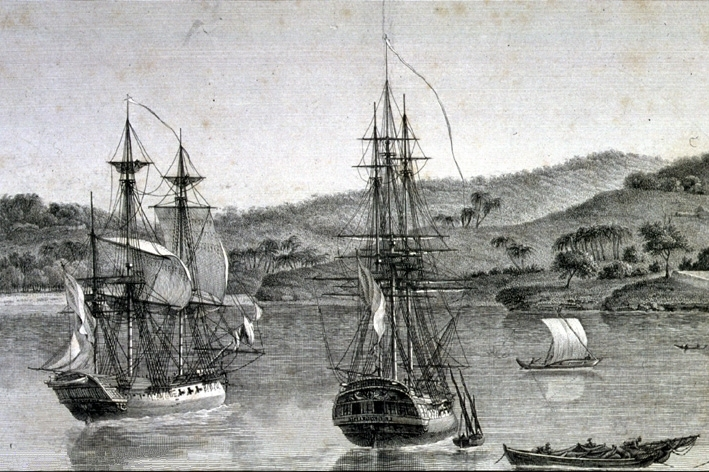
Die Géographe und die Naturaliste der „Baudin-Expedition“

Während der Reise erkrankte Milius und musste die Expedition am 18. Mai 1802 in Port Jackson verlassen. Er reiste später von dort weiter und erreichte im Februar 1803 über China die Île de France, wo er die Expedition erneut antraf. Am 28. September 1803 übernahm er durch den Tod Baudins das Kommando über die Géographe. Seine Ernennung verursachte Konflikte mit den übrigen Expeditionsteilnehmern, besonders mit Baudins designiertem Nachfolger, Louis Henri de Saulces de Freycinet. Milius führte das Schiff trotzdem zurück und kam am 21. März 1804 in Lorient an.

### Réunion
Vom 13. September 1818 bis zum 14. Februar 1821 war Milius dann als Gouverneur von Île Bourbon eingesetzt. Sein Amtsvorgänger war Hilaire Urbain de Laffite du Courteil. Er engagierte sich in vielfältiger Weise auf der Insel. Im Bildungssektor gründete er am 24. Dezember 1818 das Royal College of Bourbon in Saint-Denis zu gründen, das er bei seiner Eröffnung 1819 unter die Leitung von Oberst Maingard stellte. Im selben Jahr gründete er auch die Philotechnic Society of Bourbon, um Kunst, Literatur und Wissenschaften in der Kolonie zu fördern.
Weiterhin unternahm Milius umfangreiche Reisen über die Insel, erstellte zahlreiche Berichte für die ministeriellen Behörden und gab Impulse für Entwicklungsprojekte. So setzt er sich für die Entwicklung der Kleinlandwirtschaft ein und lässt in Barachois auf Mauritius einen Anlegesteg zum Be- und Entladen von Waren bauen. Unter seiner Regierung wurde auch der Kanal vom Rivière Saint-Étienne gebaut, der Saint-Pierre mit Wasser versorgen sollte5. Laut dem französischen Dichter Louis Héry (1801–1856), der zugleich mit Milius auf Réunion lebte, war Milius außerdem an der Entdeckung der Thermalquellen von Cilaos durch den Botaniker Nicolas Bréon beteiligt.
Von der Bevölkerung wurden Milius' Verdienste allerdings nicht geschätzt, vielmehr sah er sich Vorwürfen des Despotismus ausgesetzt. Frustriert über diese Situation beantragte er schließlich seine Abberufung.

### Guyana
Milius wechselte dann 1823 auf die Position des Gouverneurs von Französisch-Guayana. Während dieser Dienststellung ersetzte er die alte Saint-Nicolas-Kirche von Cayenne, indem er den Bau der Saint-Sauveur-Kathedrale in Gang setzte, die erst 1833 (also nach seinem Weggang) fertiggestellt wurde. Das Amt behielt er bis 1825 und kehrte anschließend in den aktiven Marinedienst zurück.

### Weiterer Werdegang
Milius wurde in der Folge auf französischer Seite im griechischen Unabhängigkeitskrieg eingesetzt. Während der Schlacht von Navarino am 20. Oktober 1827 zeichnete er sich als Kommandant des Führungsschiffs des französischen Geschwaders, des Linienschiffs Scipion, erneut besonders aus.
Milius war auch Mitglied der Ehrenlegion.
Milius starb 1829 in Bourbonne-les-Bains.

## Benennungen
Eine Straße in Saint-Denis auf Réunion am Fluss Saint-Denis trägt den Namen von Pierre Bernard Milius. Weiterhin ist eine Geckoart, Underwoodisaurus milii, aus der Familie der Carphodactylidae von Bory de Saint-Vincent nach ihm benannt. Der wissenschaftliche Name der Pflanzenart Christusdorn (Euphorbia), Euphorbia milii, die unter anderem auf Réunion endemisch ist, wurde von Charles des Moulins 1826 zu Ehren von Milius benannt.

## Werke
- Récit du voyage aux Terres australes par Pierre--Bernard Milius, second sur le Naturaliste, édité par Jacqueline Bonnemains & P. Hauguel. Société havraise d’études diverses. Le Havre. 1987 (Re-Print).
- Voyage aux Terres australes. Un officier de marine de l’expédition Baudin découvre l’Australie et la Tasmanie: 1800–1804. La Lanterne magique. Besançon. 2009 (Re-Print).